# Mecerdich
Mecerdich – duchowny Apostolskiego Kościoła Ormiańskiego, w latach 1871–1894 jeden z patriarchów tego Kościoła, Patriarcha-Katolikos Wielkiego Domu Cylicyjskiego.